# Зусак, Маркус
Ма́ркус Зусак  (англ. Markus Zusak , 23 июня 1975, Сидней) — австралийский писатель, автор шести романов, наиболее известным из которых стал «Книжный вор» (2005).

## Биография
Маркус — младший из четырёх детей австрийских эмигрантов; отец работал маляром. Зусак окончил Старшую школу Энгандина, высшее образование получил в Сиднейском университете. После окончания университета какое-то время работал в школе, где преподавал английский язык. В одном из интервью Зусак рассказал, что пока рос, слышал много историй о нацистской Германии, бомбежках Мюнхена и евреях, которые проходили через маленький немецкий городок, где в то время жила его мать. Все эти истории вдохновили Маркуса на написание романа «Книжный вор».
Он загорелся желанием написать свою собственную книгу после прочтения романов Эрнеста Хемингуэя «Старик и море» и Питера Хеджеса «Что гложет Гилберта Грэйпа». Начал писать Маркус в 16 лет, и первый роман «The Underdog» был опубликован уже спустя семь лет.

## Карьера
С момента публикации первого романа в 1999 году Маркус Зусак быстро превратился в одного из самых молодых современных авторов в Австралии. В своих книгах Зусак, сын иммигрантов рабочего класса из Австрии, рассказывает истории других бедных людей, борющихся с тяжелыми жизненными обстоятельствами и собственными демонами, чтобы улучшить себя и свою жизнь. «Истории всегда указывали мне откуда я, — сказал Зусак в одном из интервью. — Трудности, через которые прошли мои родители и их борьба за то, чтобы устроить жизнь — вот вероятная основа всего, чего я достиг. Думаю, без историй мы все были бы пусты».
Завоевавшая награды пара романов Зусака о братьях Вулфах «Fighting Ruben Wolfe» и «When Dogs Cry» (роман опубликован в Соединенных Штатах под названием «Getting the Girl») — получили положительный отклик и внимание критиков, одновременно в Австралии и в США. Книги написаны от лица младшего брата Рубена Вулфа — Кэмерона. Братья Вулфы подростки, живущие в семье «синего воротничка», которая переживает тяжелые времена. Их отец был ранен и потерял свою работу водопроводчика. Мать работает уборщицей, но этого недостаточно даже для того, чтобы сводить концы с концами. Поэтому, когда в начале романа «Fighting Ruben Wolfe» к мальчикам подходит владелец и устроитель нелегальных боев по боксу, они, пользуясь шансом, принимают его предложение, чтобы получать дополнительный заработок. Рубен, частый участник послешкольных кулачных драк, быстро приспосабливается к боксу. Получив прозвище «Боевой Рубен Вулф» (Fighting Ruben Wolfe) он выигрывает большинство матчей, принося домой по 50 долларов после каждого выигранного турнира. Кэмерон — самый осторожный из братьев, и у него не все получается. На ринге он получил прозвище «Проигравший» (The Underdog), но несмотря на это, он остается и продолжает участвовать в боях, преодолевая свой страх, видя, что зрители ценят его упорство. Вопреки тому, что братьям приходится в конце концов противостоять друг другу на ринге они остаются близки, каждая глава книги заканчивается беседой между ними.
Помимо этого Зусак написал подростковый роман «I Am the Messenger» и в одном из интервью сказал, что собирается написать ещё одну книгу под названием «Bridge of Clay». Идею романа он вынашивал в течение последних десяти лет и он очень надеется, что сможет воплотить её.
Маркус живёт в Сиднее со своей женой и дочерью, появившейся на свет в 2006 году. Ему нравится заниматься серфингом и в свободное время смотреть фильмы.
В 2014 году получил премию Маргарет Эдвардс.
По мотивам книги «Книжный вор» в 2013 году выходит фильм «Воровка книг».